# 田崎哲郎
田崎 哲郎（たさき てつろう、1934年 -2024年）は、日本の歴史学者、愛知大学名誉教授。日本近世史専攻。鹿児島県生まれ。東京大学文学部卒。愛知大学文学部助教授、教授。2005年定年、名誉教授。

## 著書
- 『在村の蘭学』名著出版　1985
- 『地方知識人の形成』名著出版　1990
- 『牛痘種痘法の普及 ヨーロッパからアジア・日本へ』岩田書院　2012

## 共編著
- 『在村蘭学の展開』編　思文閣出版　1992
- 『酒井家文書目録 愛知県西加茂郡三好町福田』編　三好町酒井家調査団　1996
- 『三河地方知識人史料』編著　岩田書院　2003　愛知大学綜合郷土研究所研究叢書

## 翻訳
- G.K.ピォヴェザーナ『近代日本の哲学と思想』宮川透共訳　紀伊國屋書店　1965